# Mario Kubaš
Mario Kubaš (* 3. února 1981 Turnov) je český televizní producent, manažer, publicista, herec a pedagog. Od roku 2024 působí jako kreativní producent televizního seriálu Ulice.

## Profesní kariéra
Mario Kubaš má rozsáhlou praxi v oblasti médií a kulturního managementu. Po dobu deseti let s přestávkami pracoval jako novinář pro Českou televizi, kde se podílel na pořadech jako 168 hodin a Události v kultuře. Rovněž zastával roli editora kulturní redakce.
Od roku 2000 se aktivně podílí na organizaci divadelního festivalu Modrý kocour, kde působí jako ředitel. V oblasti vzdělávání přednáší kulturní management na Vysoké škole ekonomické v Praze a také na belgické univerzitě Erasmushogeschool Brussel. Je členem grantové komise v oblasti kultury Magistrátu hl. m. Prahy.

## Vzdělání
Mario Kubaš absolvoval Gymnázium Jana Palacha v Turnově. Během své akademické kariéry studoval činoherní herectví na DAMU, estetiku a religionistiku na FF MUNI, žurnalistiku na FSV UK a kulturní management na Sciences Po v Paříži. Svou disertační práci na téma „Kreativita a kreativní průmysly: redefinice ekonomiky a kultury“ obhájil na FF UK. Získal Fulbrightovo stipendium.

## Tvorba
Jako kreativní producent seriálu Ulice se zaměřuje na zobrazení celospolečenských témat. V České televizi vytvořil stovky reportáží se zaměřením na kulturní dění a kulturní politiku. Pravidelně moderuje odborné akce v oblasti kultury, včetně setkání Culture get together.

## Filmografie
- 2000 – Vlci ve městě (Ivan)
- 2001 – Nelásky (Honza)
- 2002 – Děvčátko (Karel)[9]
- 2007 – Pusinky (Vrbař)
- 2008 – Bobule (Pepa)
- 2008 – U mě dobrý (Tondův syn Jáchym)
- 2009 – Rytmus v patách (mladý Kunovský)
- 2024 – Ulice (Kreativní producent)

## Ocenění
- 2002 – Cena za nejlepší mužský herecký výkon ve filmu Děvčátko na 44. Mezinárodním filmovém festivalu v Soluni.[10]
- 2019–2021 – Medaile na jachtařských závodech Májová regata